# Richard-Schöne-Gesellschaft
Die Richard-Schöne-Gesellschaft für Museumsgeschichte e. V. ist eine internationale wissenschaftliche Gesellschaft, die das Ziel hat, auf der Grundlage museumsgeschichtlicher Forschung wissenschaftliche und kulturelle Arbeit zu fördern und ihre öffentliche Verbreitung zu unterstützen, um den Vergleich historischer, sozialer und kultureller Erfahrungen zu ermöglichen. Die Gesellschaft ist politisch und konfessionell neutral. (§ 2 der Satzung)
Die Gesellschaft wurde am 3. Mai 1994 gegründet und hat ihren Sitz in Berlin. Sie richtet wissenschaftliche Tagungen und Vorträge zur deutschen und internationalen Museums- und Ausstellungsgeschichte im allgemeinsten Sinn aus und wendet sich mit öffentlichen Veranstaltungen und Projekten zu museumshistorischen und museumspolitischen Themen auch an ein breiteres Publikum. Themen der Tagungen waren u. a. die Geschichte des Kulturhistorischen Museums und des Märkisches Museum (Berlin), der Berliner Museumsinsel (Berlin), der Nationalgalerie (Berlin), deren Direktor Ludwig Justi, der Museen im Nationalsozialismus und der Museen in der DDR sowie Grundlagenforschungen zur Inszenierung von Museen, Privatsammlungen und historischen Quellen zur Museumsgeschichte. Kooperationen bestehen u. a. mit Forschenden an der Christian-Albrechts-Universität Kiel, der Humboldt-Universität zu Berlin, der Freien Universität Berlin und der Technischen Universität Berlin sowie Institutionen wie der Stiftung Stadtmuseum Berlin, der Stiftung Preußischer Kulturbesitz und dem Deutschen Historischen Museum.
Aktuelle Vorsitzende der Gesellschaft ist Kultur- und Medienwissenschaftlerin Sophia Gräfe (seit Februar 2023); ihre Vorgängerinnen waren u. a. der Historiker Lukas Claddas, die Kunsthistorikerinnen Dorothea Wimmer und Tanja Baensch. Aktueller 2. Vorsitzender ist der Architekturkritiker und Museumshistoriker Nikolaus Bernau.

## Name
Benannt ist der Verein nach dem Archäologen und Altphilologen Richard Schöne (1840–1922), der seit 1872 als Fachreferent für die Museumsverwaltung im preußischen Kultusministerium und dann von 1880 bis 1905 als erster Generaldirektor der heutigen Staatlichen Museen zu Berlin mit bürgerlicher Herkunft, liberaler politischer Ausrichtung und wissenschaftlicher Ausbildung deren Wachstum und Gestaltung entscheidend geprägt hat.

## Publikationen
- Museumsinszenierungen. Zur Geschichte der Institution des Kunstmuseums. Die Berliner Museumslandschaft 1830-1990 Hg. v. Alexis Joachimides u. a. im Auftrag der Richard-Schöne-Gesellschaft für Museumsgeschichte e.V. Dresden/Basel 1995 (mit Beiträgen von Nikolaus Bernau, Sven Kuhrau, Martin Engel, Alexis Joachimides, Gunvor Lindström, Guido Messling, Nadine Riedl, Claudia Rückert, Julian Scholl, Barbara Segelken, Viola Vahrson, Christoph Martin Vogtherr).
- „Der Deutschen Kunst“. Nationalgalerie und nationale Identität 1876 bis 1998 Hg. v. Claudia Rückert und Sven Kuhrau im Auftrag der Richard-Schöne-Gesellschaft für Museumsgeschichte e.V. Leipzig 1998 (mit Beiträgen von Sabine Beneke, Francoise Forster-Hahn, Andreas Hüneke, Wolfgang J. Mommsen, Kurt Winkler, Jörn Grabowski, Marion Deshmukh, Willi Geismeier, Jörn Merkert, Heinrich Dilly, Susan A. Crane).
- Renaissance der Kulturgeschichte? Die Wiederentdeckung des Märkischen Museums in Berlin aus einer europäischen Perspektive Hg. v. Alexis Joachimides und Sven Kuhrau im Auftrag der Richard-Schöne-Gesellschaft für Museumsgeschichte e. V. und der Stiftung Stadtmuseum Berlin. Dresden 2001 (mit Beiträgen von Susan Bann, Nikolaus Bernau, Andres Furger, Reiner Güntzer, Susanne Härth, Viciane Huchard, Alexis Joachimides, Kai Michel, Lynn K. Nyhart, Christina Petersen, Rosanna Pavoni, Peter Volk, Ritva Wäre, Ulrike Wendland, Kurt Winkler, Martin Wörner).
- Museumsgeschichte: Kommentierte Quellentexte 1750–1950 Hg. v. Kristina Kratz-Kessemeier, Andrea Meyer und Bénédicte Savoy. Kooperation des Fachgebiets Kunstgeschichte der Technischen Universität Berlin und der Richard-Schöne-Gesellschaft für Museumsgeschichte e.V. Berlin 2010, ISBN 978-3-496-01425-6.
- Ludwig Justi – Kunst und Öffentlichkeit. Beiträge des Symposiums aus Anlaß des 50. Todestages von Ludwig Justi (1876-1957). 19. und 20. Oktober 2007 Hg. v. Kristina Kratz-Kessemeier und Tanja Moormann-Schulz für die Staatlichen Museen zu Berlin und die Richard-Schöne-Gesellschaft für Museumsgeschichte e.V. Berlin 2011 (Jahrbuch der Berliner Museen, Beiheft, N. F. Jg. 52, mit Beiträgen von Christine Biggeleben, Martin Faass, Kristina Kratz-Kessemeier, Eugen Blume, Petra Winter, Peter Betthausen, Andrea  Wesenberg, Kurt Winkler, Alexis Joachimides, Britta Lange, M. Elligott und Maike Steinkamp).
- Geschmacksgeschichte(n). Öffentliches und privates Kunstsammeln in Deutschland 1871-1933 Hg. v. Ulrike Wolff-Thomsen und Sven Kuhrau, Kooperation des Kunsthistorischen Instituts Kiel, der AG Künstlerinnen im 20. Jahrhundert im Ulmer Verein, der Richard-Schöne-Gesellschaft für Museumsgeschichte e.V. und der Kunsthalle zu Kiel. Kiel 2011.
- Museen im Nationalsozialismus: Akteure – Orte – Politik. Hrsg. von Tanja Baensch, Kristina Kratz-Kessemeier, Dorothea Wimmer, (Veröffentlichungen der Richard Schöne Gesellschaft für Museumsgeschichte e.V), Böhlau Verlag 2016. (Mit Beiträgen von Tanja Baensch, Nikolaus Bernau, Margit Berner, Diana Codogni-Lancucka, Ljerka Dubilic, Uta Halle, Hans Georg Hiller von Gaertringen, Katrin Hiller von Gaertringen, Susanne Hehenberger, Bettina Keß, Paul Kahl, Christina Kott, Kristina Kratz-Kessemeier, Monika Löscher, Marta Nezzo, Iva Pasini Trezec, Reena Perschke, Isabel Röskau-Rydel, Ulfert Tschirner, Petra Winter, Thomas Weißbrich, Christoph Zuschlag).
- Museen in der DDR: Akteure – Orte – Politik. Hrsg. von Lukas Cladders u. Kristina Kratz-Kessemeier (Veröffentlichungen der Richard Schöne Gesellschaft für Museumsgeschichte e.V, gefördert von der Universitätsbibliothek Rostock, Bundesstiftung zur Aufarbeitung der SED-Diktatur), Böhlau Verlag 2022 (mit Beiträgen von Mary-Elisabeth Andrews, Nikolaus Bernau, Patricia Bethlen, Uta Bretschneider, Peter Danker-Carstensen,  Frank Hoffmann, Wolfgang Karge, Kristina Kratz-Kessemeier, Arne Lindemann, Andreas Ludwig, Elke Neumann, Kornelia Röder, Kathleen Rosenthal, Melanie Scheil, Jan Scheunemann, Maike Steinkamp, Alexander Sachse, Holger Stoecker; Frank Usbeck, Martin P. M. Weiss, Petra Winter).